# Mariestads församling
Mariestads församling är en församling i Vadsbo kontrakt i Skara stift. Församlingen ligger i Mariestads kommun i Västra Götalands län och utgör ett eget pastorat.

## Administrativ historik
Församlingen bildades 1584 genom en utbrytning ur Leksbergs församling. 
Församlingen utgjorde till 1623 ett eget pastorat. Från 1623 till 1874 moderförsamling i pastoratet Mariestad, Ullervad och Ek som mellan 1687 och 1724 även omfattade Leksbergs församling. Från 1874 till 1951 utgjorde församlingen ett eget pastorat för att därefter till 2006 vara moderförsamling i pastoratet Mariestad och Leksberg, som från 1995 även omfattade Torsö församling. Församlingen införlivade 2006 Leksbergs församling och Torsö församling och utgör sedan dess ett eget pastorat.

## Organister
| Period    | Namn                         | Levnadstid | Övrigt    |
| --------- | ---------------------------- | ---------- | --------- |
| 1634-1638 | Hans                         |            | Organist  |
| 1646      | Christopher                  |            | Organist  |
| 1654-1663 | Nils Jakobsson               |            | Organist  |
| 1672-1693 | Lyder Swede (Lydert Schwede) | 1645-1694  | Organist  |
| 1705-1753 | Karl Bånge                   | 1676-1754  | Organist  |
| 1753-1766 | Anders Lundbom               | 1719-1766  | Organist  |
| 1767-1811 | Adam Ludvig Hammarstrand     | 1741-1811  | Organist  |
| 1811-1827 | Adam Emanuel Hammarstrand    | 1779-1827  | Organist  |
| 1827-1862 | Anders Berggren              | 1790-1862  | Organist  |
| 1933–1964 | Bror Göte Persson            | 1907–      | Organist. |

## Kyrkor

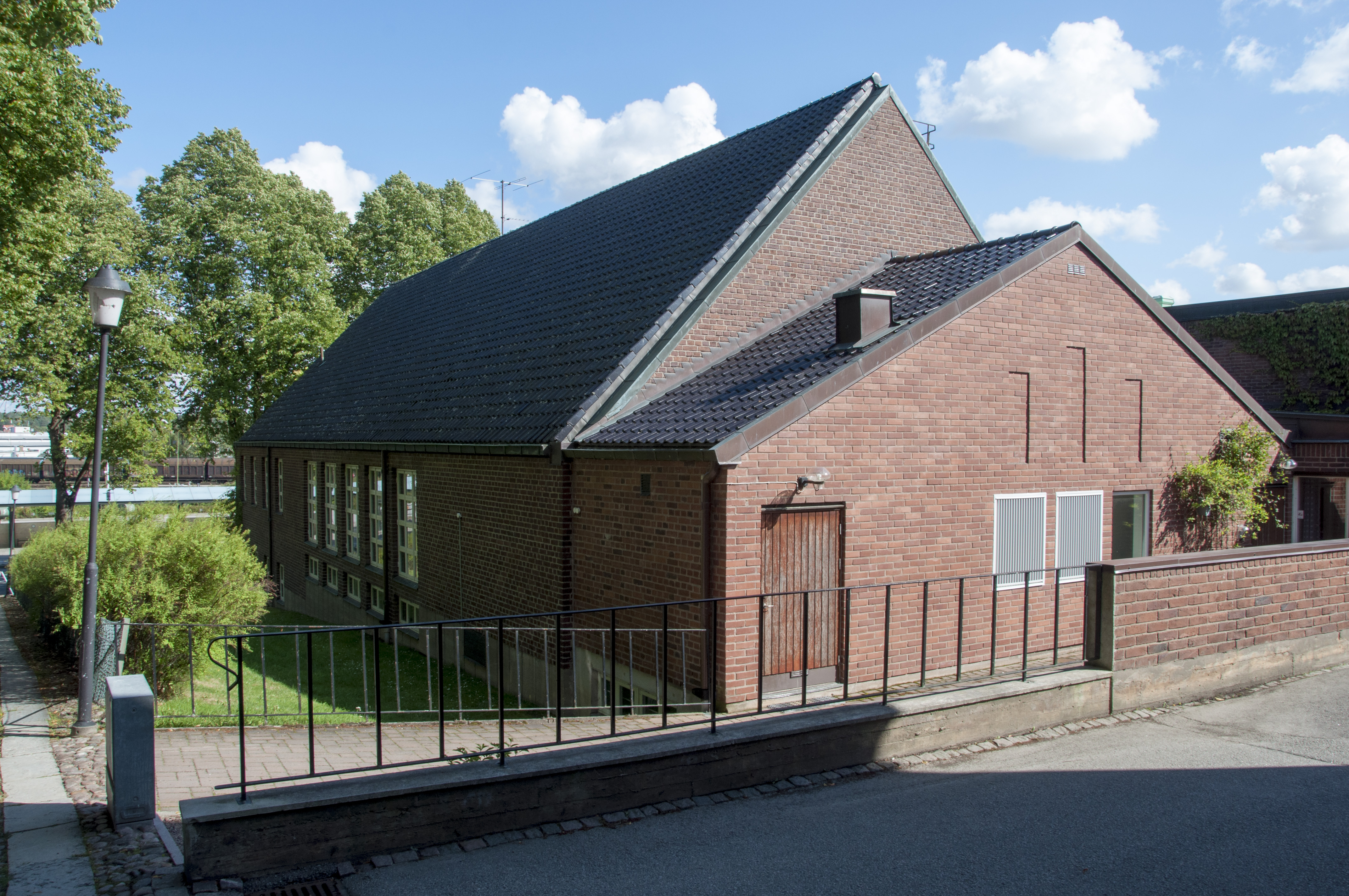
Mariestads församlingshem

- Fågelö kapell
- Leksbergs kyrka
- Marieholmskyrkan
- Mariestads domkyrka
- Torsö kyrka